# Vollkarspitze
La Vollkarspitze est une montagne d'une altitude de 2 618 m dans le massif alpin du Wetterstein, en Allemagne.

## Géographie

### Situation
La Vollkarspitze se trouve sur la crête qui relie la Zugspitze au Hochblassen et sépare le Höllental du Reintal.

## Ascension
La Vollkarspitze avait deux sommets. Le sommet nord (2 630 m) s'est rompu lors de deux éboulements, à l'hiver 2001 et à l'automne 2001, et est tombé dans le Matheisenkar. Cela mit fin à la montée des deux sommets. Depuis lors, la voie normale passe par la Jubiläumsgrat à travers le flanc ouest escarpé, en partie légèrement en surplomb ; cette ascension (dans le sens habituel d'ascension ouest-est) est cotée en via ferrata de difficulté D et est donc un passage-clé de la Jubiläumsgrat.